# Atrachelacris
Atrachelacris is een geslacht van rechtvleugeligen uit de familie veldsprinkhanen (Acrididae). De wetenschappelijke naam van dit geslacht is voor het eerst geldig gepubliceerd in 1894 door Giglio-Tos.

## Soorten
Het geslacht Atrachelacris omvat de volgende soorten:
- Atrachelacris olivaceus Bruner, 1911
- Atrachelacris unicolor Giglio-Tos, 1894